# مقاطعة دالاس (آيوا)
مقاطعة دالاس (بالإنجليزية: Dallas County)‏ هي إحدى مقاطعات ولاية آيوا في الولايات المتحدة الأمريكية.